# Ghana Broadcasting Corporation
Ghana Broadcasting Corporation (GBC) är Ghanas statsägda public service-bolag, grundat 1935 under brittiskt styre och annat namn.  Det har två nationella och fem regionala TV-kanaler, samt två nationella och 14 regionala radio-kanaler.  Verksamheten finansieras av TV-licens (36 cedi) och reklam. 
Ghana har en stark pressfrihet, inskriven i konstitutionen från 1992, och anses vara ett av Afrikas mest demokratiskt stabila länder. Men från 2021 till 2023 sjönk landets placering i World Press Freedom Index (Reportrar utan gränser, RSF) från 30 till 62. De problem som RSF pekar på tycks dock inte vara kopplade till GBC..